# Цератиевые
Цератиевые (лат. Ceratiidae) — семейство глубоководных лучепёрых рыб из отряда удильщикообразных (Lophiiformes), представители которого обитают на больших глубинах Атлантического, Индийского и Тихого океанов.
У рыб очень маленькие глаза, вероятно утратившие свою функцию. Рот выглядит почти вертикальным. В спинном плавнике 4, реже 5 мягких лучей, в анальном плавнике четыре мягких луча. Перед спинным плавником расположены три мясистых выроста, образованных из лучей плавников.
Карликовые самцы паразитируют на самках, присосавшись к ним. Самки Ceratias holboelli достигают в длину 1,2 м.

## Классификация
В составе семейства выделяют 2 рода с 4 видами:
- Род Ceratias — Цератии, или Глубоководные удильщики (род)
  - Гренландская цератия (Ceratias holboelli), или гренландский глубоководный удильщик
  - Южный глубоководный удильщик (Ceratias tentaculatus)
  - Глубоководный удильщик-звездочёт (Ceratias uranoscopus)
- Род Cryptopsaras — Криптопсарасы, или рогатые удильщики
  - Криптопсарас Коуса (Cryptopsaras couesii), или рогатый удильщик Коуса